# Palazzo Scafarelli
Il palazzo Scafarelli è un edificio storico della città di Potenza, situato in una zona pregevole del centro cittadino, avendo l'ingresso principale nello stesso largo dove si trovano il Palazzo Vescovile e la Cattedrale.

## Storia
Il palazzo, risalente al XVIII secolo, è stato realizzato come abitazione borghese per una delle famiglie più facoltose ed illustri della Città, che ha avuto tra i suoi membri imprenditori, militari, uomini di legge: la famiglia Scafarelli, di cui il fabbricato porta il nome. L’edificio appartiene ancora oggi agli eredi di tale famiglia. Tra la fine degli anni settanta del novecento e il 1981 è stato anche sede temporanea della Banca Popolare Cooperativa di Pescopagano.

## Architettura
Costruito su tre livelli più uno seminterrato, presenta gli elementi più interessanti sulla facciata principale. L'ingresso è costituito da un portale in pietra a tutto sesto, collocato in posizione decentrata rispetto alla vista frontale e che presenta nell'archivolto lo stemma familiare, realizzato in marmo, degli Scafarelli. Le decorazioni del contorno delle finestre e delle aperture, il bugnato, i cantoni in stucco, il coronamento modanato e gli elementi marcapiano contribuiscono ad abbellire la sobria architettura del palazzo. Al centro del prospetto principale si trova un balcone su gattoni in pietra. Altri elementi di interesse sono i mascheroni con anelli presenti sulla facciata esterna, anticamente utilizzati per legare le cavalcature.
Il portone del palazzo, quale elemento di pregio della struttura, è un bene architettonico tutelato dalla Soprintendenza Archeologia Belle Arti e Paesaggio della Basilicata.